# Knorkator
Knorkator is een Duitse band uit Berlijn die heavy metal combineert met humor. Ze hebben zichzelf uitgeroepen tot "Duitslands meeste band ter wereld" aangezien "de beste band ter wereld" al werd geclaimd door Die Ärzte.

## Geschiedenis
De band werd opgericht in 1994 en raakte in 1998 weg uit het lokale circuit. In 2000 raakten ze verder bekend door Ick wer zun Schwein in te sturen voor de Duitse preselecties van het Eurovisiesongfestival.
In juni 2008 werd het einde van de band aangekondigd omdat Alf Ator een nieuw leven zou beginnen in Thailand. Eind 2010 werd de reünie bekendgemaakt en er zijn plannen voor een nieuwe plaat en optredens in 2011. 
Knorkator speelt industrial metal in het verlengde van groepen als Ministry en White Zombie, Knorkator voegt er echter komische elementen aan toe, waardoor ze soms verre neven van Rammstein worden genoemd, een band waar ze echter weinig gemeen mee hebben.
Knorkator heeft een stevige live-reputatie. Zanger Stumpen is half zwartgetatoeëerd en treedt meestal op in een belachelijke onderbroek. Bij de shows worden allerlei zaken het publiek in geworpen, zoals toastjes of boomblaadjes. Soms gebruikten ze een shredder om groenten en fruit over het publiek te sproeien onder de noemer "vegetarische luchtcatering".
Op het podium worden vaak zaken vernield, waaronder instrumenten en meubelen. Zanger Stumpen vernielde vaak televisies op het podium, waarbij eens een glassplinter in zijn dij belandde. Enkele jaren later werd de splinter chirurgisch verwijderd en geveild op het internet.

## Leden
- Stumpen (Stumpennsylvania) - zang
- Buzz Dee (Buzz Deenemark) - gitaar
- Alf Ator (Alf Ghanistan) - zang, keyboards
- Nick Aragua (Nick Daniels) - drums

### Voormalige leden
- Kirk Thiele - gitaar
- Chrish Chrash - drums
- Tim Buktu - bass

## Discografie
- The Schlechtst of Knorkator (1998)
- Hasenchartbreaker (1999)
- Tribute to uns selbst (2000)
- High Mud Leader (2002)
- Ich hasse Musik (2003)
- Zu alt, (2005; DVD+CD / CD+DVD)
- Das nächste Album aller Zeiten (2007)
- Es werde nicht (2011)
- We want mohr (2014)
- Ich Bin Der Boss (2016)
- Widerstand ist zwecklos (2019)